# Ребекка с фермы Саннибрук (фильм, 1917)
«Ребекка с фермы Саннибрук» (англ. Rebecca of Sunnybrook Farm) — трагикомедия 1917 года. Экранизация классического одноимённого романа Кейт Дуглас Уиггин.

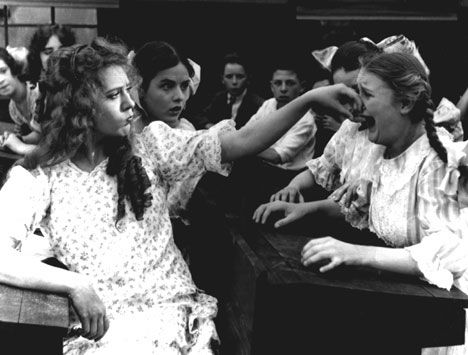
Мэри Пикфорд в роли Ребекки

## Сюжет
У Ханны Рэнделл семеро детей. Чтобы облегчить эту ношу, её сестры, старые девы Миранда и Эмма, забирают её дочь Ребекку к себе на воспитание. Однако девочка настолько докучает им своими шалостями, что затем строгие тётки отправляют её в интернат. Но проходит время и Ребекка обретает счастье: превратившись в молодую девушку, она покоряет сердце богатого молодого человека Адама Лэдда.

## В ролях
- Мэри Пикфорд — Ребекка Рэнделл
- Юджин О`Брайен — Адам Лэдд
- Хелен Джером Эдди — Ханна Рэнделл
- Марджори Доу — Эмма Джейн Перкинс
- Жозефина Кроуэлл — Миранда Сойер
- Чарльз Огл